# برايان روبرتس (لاعب كرة قدم نيوزلندي)
برايان روبرتس (بالإنجليزية: Brian Roberts)‏ هو لاعب كرة قدم نيوزلندي، ولد في 3 فبراير 1967 في نيوزيلندا. شارك مع منتخب نيوزيلندا لكرة القدم.